# Antoni Sala
|  | Per a altres significats, vegeu «Antoni Sala i Amat». |

Antoni Sala fou un filòsof català que va viure a la segona meitat del segle xvi i la primera meitat del segle xvii. Nasqué a la Vall d'Aran. Se sap que l'any 1603 va ser catedràtic de la Universitat de Barcelona, i allà s'encarregà de fer alguna de les sessions inaugurals de la universitat; la temàtica del discurs girà la voltant de comentaris aristotèlics, en la línia d'altres companys de la universitat com Antoni Jordana i Dionís Jeroni Jorba. Entre les seves obres publicades cal destacar Commentarii in Isagogem Porphirii et universam Aristotelis logicam... (1618) i In phisicam Aristotelis de substantia corporea in communi... (1619). Sobre la seva mort, se suposa que deuria morir a Barcelona i també es desconeix la data del desenllaç.